# リン＝ホリー・ジョンソン
リン＝ホリー・ジョンソン（Lynn-Holly Johnson、1958年12月13日 - ）は、アメリカのプロスケーターで女優。1970年代半ばにフィギュアスケート選手として活躍した後、女優としても活動、1978年に出演した『アイス・キャッスル』ではゴールデングローブ賞にもノミネートされた。

## 略歴
1974年の全米フィギュアスケート選手権ノービスクラスで2位となった。その後1977年にアマチュアスケーターからプロスケーターに転向、女優活動も始めた。デビュー作のアイス・キャッスルではフィギュアスケート選手を演じた。その後ディズニーのホラー映画『呪われた森』に出演。『007 ユア・アイズ・オンリー』ではボンドガールを演じた。一方、1984年に出演した『ボーイハント』では、ゴールデンラズベリー賞の助演女優賞（Worst Supporting Actress）を獲得した。
結婚後、1996年から活動を休止していたが2007年秋から女優活動を再開した。

## 出演作
- エンジェル・コマンド Alien Predator（1987）
- ボーイハント Where the Boys Are '84（1984）
- 007 ユア・アイズ・オンリー For Your Eyes Only（1981）
- 呪われた森 The Watcher in the Woods（1980）
- アイス・キャッスル Ice Castles（1978）